# 4-ヒドロキシグルタミン酸トランスアミナーゼ
4-ヒドロキシグルタミン酸トランスアミナーゼ(4-hydroxyglutamate transaminase、EC 2.6.1.23)は、以下の化学反応を触媒する酵素である。
4-ヒドロキシ-L-グルタミン酸 + α-ケトグルタル酸{\displaystyle \rightleftharpoons }4-ヒドロキシ-2-オキソグルタル酸 + L-グルタミン酸
従って、この酵素の基質は4-ヒドロキシグルタミン酸とα-ケトグルタル酸の2つ、生成物は4-ヒドロキシ-2-オキソグルタル酸とL-グルタミン酸の2つである。
この酵素は転移酵素、特に窒素基を移すトランスアミナーゼに分類される。系統名は4-ヒドロキシ-L-グルタミン酸:2-オキソグルタル酸 アミノトランスフェラーゼ(4-hydroxy-L-glutamate:2-oxoglutarate aminotransferase)である。この酵素は、アルギニンとプロリンの代謝に関与している。